# 아돌프 휜라인
아돌프 휜라인 (Adolf Hühnlein, 1881년 9월 12일, 노이슈타트 바이 코부르크 ~ 1942년 6월 18일, 뮌헨) 은 독일의 군인이자 나치당의 장교이다. 휜라인은 1934년부터 1942년 사망할 때까지 민족사회주의 차량 군단 (NSSK, Nationalsozialistisches Kraftfahrkorps)의 군단 지도자(독일어: Korpsführer)를 지냈다.
휜라인은 노이슈타트 바이 코부르크 (Neustadt bei Coburg)에서 태어나, 뮌헨에 있는 바이에른 왕국의 사관학교 (독일어: Kriegsschule) 와 군사 대학 (독일어: Kriegsakademie) 을 나왔다. 제1차 세계 대전에 참전하여 1급 철십자장과 2급 철십자장을 수여받았다.
전후 프란츠 리터 폰 에프가 이끄는 자유군단 (Freikorps) 에 참여하였고, 그 후 제국방위군 (Reichswehr) 에 입대했으나, 1923년에 제대하였다. 제국군기단 (Reichskriegsflagge)의 구성원으로서 히틀러가 일으킨 맥주홀 폭동(독일어: Hitlerputsch) 에 참여하였고, 폭동 실패 후 6개월간 슈타델하임 (Stadelheim) 형무소와 란츠베르크 (Landsberg) 형무소에 투옥되었다.
그 후 돌격대 (SA)의 최고 사령부에서 활동하여, 1925년에 돌격대 대장에 임명되었고, 1927년에 돌격대의 자동차 공학 부문 부장이 되었다. 1930년, 휜라인은 돌격대의 하부 조직으로 창설된 민족사회주의 차량 군단 (NSKK, 당초 NSAK)의 군단장이 되었다. 1933년에는 독일 국회의 구성원이 되었고, 1934년에 에른스트 룀을 포함한 돌격대 간부들이 숙청되어 돌격대가 약화되면서, 휜라인이 이끄는 민족사회주의 차량 군단이 돌격대에서의 독립을 인정받았다.
1936년, 휜라인은 소장 (Generalmajor)으로 승진하였고, 1940년에 헤르만 괴링 휘하에 설치된 "전시 경제하의 수송의 차량화에 관한 위원회"의 구성원에 뽑혔다. 1942년, 뮌헨에서 갑작스럽게 사망하였으며, 사후인 1942년 6월 22일에 나치 독일 최고 훈장인 독일 훈장(독일어: Deutscher Orden) 이 추서되었다.

## 참고 문헌
- Cornelia Schmitz-Berning: Vokabular des Nationalsozialismus. de Gruyter, Berlin, New York 2000, ISBN 3-11-016888-X, S. 439.
- Dorothee Hochstetter Motorisierung und „Volksgemeinschaft“. Das Nationalsozialistische Kraftfahrkorps (NSKK) 1931–1945. Oldenbourg, München 2004, ISBN 3-486-57570-8.
- Till Bastian: High Tech unterm Hakenkreuz. Von der Atombombe bis zur Weltraumfahrt. Militzke, Leipzig 2005, ISBN 3-86189-740-7, S. 45.
- Hermann Weiß (Hrsg.): Biographisches Lexikon zum Dritten Reich. Fischer, Frankfurt am Main 2002, ISBN 3-596-13086-7.
- Klaus D. Patzwall: Das Goldene Parteiabzeichen und seine Verleihungen ehrenhalber 1934–1944. Patzwall, Norderstedt 2004, ISBN 3-931533-50-6.